# Шенкс, Дэниел
Дэниел Шенкс (в части источников Даниэль Шенкс или Дэниэль Шэнкс, англ. Daniel Shanks, 17 января 1917, Чикаго, Иллинойс — 6 сентября 1996, Мэриленд) — американский математик. Труды в основном в области численных методов и теории чисел. Наиболее известен монографией «Решённые и нерешённые проблемы теории чисел» (Solved and Unsolved Problems in Number Theory). Кроме того, он первым вычислил (в 1961 году, за 9 часов работы компьютера IBM 7090) более 100000 знаков числа {\displaystyle \pi }, значительно перекрыв достижение своего однофамильца Уильяма Шенкса, который в 1873 году, после двадцатилетних трудов, вычислил 707 знаков (из них 520 верных).
С 1959 года и до конца жизни Шенкс был редактором журнала «Mathematics of Computation».

## Биография
Родился в 1917 году в Чикаго. В 1937 году получил степень бакалавра в Чикагском университете, далее работал на военном Абердинском испытательном полигоне и в Лаборатории морского вооружения, вначале как физик, затем как математик. В 1954 году защитил докторскую по математике в университете Мэриленда.
После защиты Шенкс некоторое время продолжал работу в военных организациях. В 1962 году выступил с докладом на Международном конгрессе математиков в Стокгольме («Индуктивная формулировка гипотезы Римана»).
В 1976 году Шенкс ушёл в отставку и стал адъюнкт-профессором Мэрилендского университета, где оставался до конца жизни.
Умер в  1996 году.

## Научная деятельность
Основные труды Шенкса посвящены численным методам и теории чисел. Среди других тем его исследований: излучение абсолютно чёрного тела, баллистика, математические тождества и специальные функции.
Самый известный труд Шенкса — монография «Решённые и нерешённые проблемы теории чисел» (Solved and Unsolved Problems in Number Theory), которая была неоднократно переиздана. Критики отмечают остроумие и блестящий стиль книги, широкий охват материала.
Работы Шенкса по теории чисел посвящены преимущественно теории вычислимых чисел. Он внёс большой вклад в методы быстрой факторизации, основанные на квадратичных формах и группах классов идеалов.
Имя Шенкса носят несколько математических понятий.
- Алгоритм Гельфонда — Шенкса для дискретного логарифмирования, используемый в криптосистемах с открытым ключом.
- Метод квадратичных форм Шенкса для факторизации целых чисел, обобщающий Метод факторизации Ферма.
- Алгоритм Тонелли — Шенкса для извлечения квадратного корня по простому модулю, используемый в методе квадратичного решета для факторизации целых чисел.
- Простое число Ньюмена — Шэнкса — Уильямса.
- Метод квадратичных форм Шенкса.
- Преобразование Шенкса[англ.] для ускорения сходимости.

Кроме упомянутого выше вычисления на компьютере 100000 знаков числа {\displaystyle \pi } (1961 год), Шенкс совместно с Джоном Ренчем в 1974 году исследовал на компьютере значение константы Бруна — суммы ряда обратных простых чисел-близнецов. Компьютер обработал первые два миллиона простых чисел.